# Pseudagrion simonae
Pseudagrion simonae là một loài chuồn chuồn kim trong họ Coenagrionidae.
Loài này được xếp vào nhóm loài không bị đe dọa trong sách Đỏ của IUCN năm 2009.
Pseudagrion simonae được miêu tả khoa học năm 1987 bởi Legrand.